# Akashi Motojirō

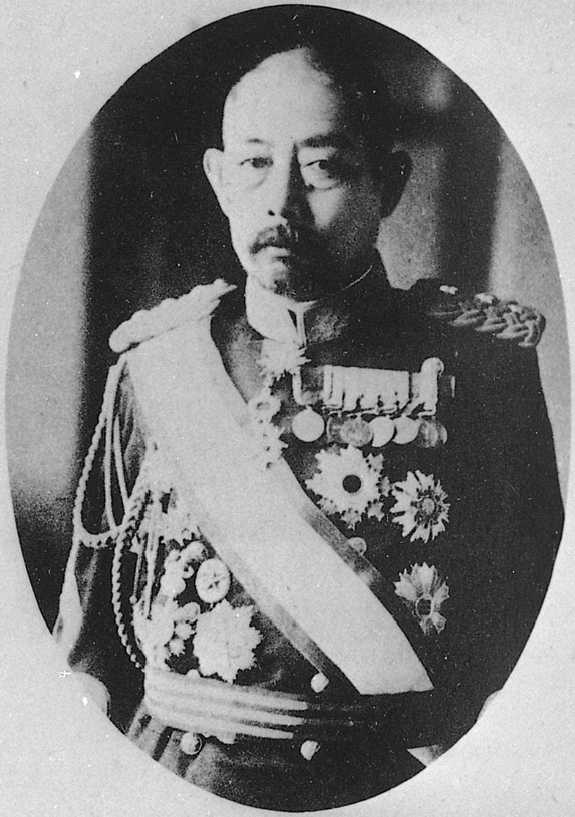
Akashi Motojirō

Baron Akashi Motojirō (jap. 明石 元二郎; * 1. September 1864 (traditionell: Genji 1/8/1) in Fukuoka; † 26. Oktober 1919 ebenda) war ein General der Kaiserlich Japanischen Armee und vom 6. Juni 1918 bis zu seinem Tod 7. Generalgouverneur von Taiwan.

## Frühes Leben und Karriere
Nach seinem Abschluss an der Kaiserlich Japanischen Heeresakademie 1889 trat Akashi in die Kaiserliche Garde ein. Während er nominell dieser unterstellt blieb, wurde er im Ersten Chinesisch-Japanischen Krieg dem Stab von General Kawakami Sōroku zugeteilt. Seine Hauptaufgabe dort war die Informationsbeschaffung, und aus diesem Grund reiste er im Kriegsverlauf unter anderem auf die Halbinsel Liaodong, in die nordchinesische Mandschurei, nach Taiwan und Annam. Am Ende des Krieges wurde er als Belohnung für seine Verdienste zum Major befördert.
Nach dem Krieg wurde er als Militärbeobachter auf die Philippinen geschickt, wo er den Spanisch-Amerikanischen Krieg beobachtete. Anschließend wurde er während des Boxeraufstands nach Tianjin entsandt, wo er zum Oberstleutnant befördert wurde.

## Spion im Russisch-Japanischen Krieg
Seine nächste Verwendung fand Akashi als reisender Militärattaché in Europa, wohin er Ende 1900 aufbrach. Er besuchte dort unter anderem Deutschland, die Schweiz, Schweden und Frankreich, bevor er 1902 fest der japanischen Botschaft in Sankt Petersburg in Russland zugeteilt wurde. Als Mitglied des japanischen Militärgeheimdienstes Kempeitai war er stark daran beteiligt, ein Netz von Informanten in allen wichtigen europäischen Städten aufzubauen. Er griff dabei nicht nur auf japanische Einwanderer oder mit Japan sympathisierende Europäer zurück, sondern setzte auch in großem Umfang Geld zur Beschaffung von Informationen ein.
In der Zeit unmittelbar vor Ausbruch des Russisch-Japanischen Krieges, als die Spannungen bereits spürbar zunahmen, betrug Akashis Budget etwa 1 Million Yen, eine für diese Zeit enorme Summe. Er meldete dafür detaillierte Berichte über Stärke und Bewegung der russischen Armee und Marine. Etwa zu dieser Zeit warb er auch den später berühmten Spion Sidney Reilly an und sandte ihn nach Port Arthur, wo er die Stärke der dortigen Befestigungen auskundschaften sollte. Nach Beginn des Krieges nutzte Akashi seine Kontakte, um verschiedene antizaristische Widerstandsgruppen mit Geld und Waffen zu unterstützen.
Akashi war ebenfalls als ein talentierter Dichter und Maler bekannt, eine Fähigkeit, die er mit seinem guten Freund Fukushima Yasumasa teilte. Außerdem soll er durch seine künstlerische Tätigkeit Sidney Reilly dazu gebracht haben, für die Japaner zu arbeiten.
Der russische Geheimdienst Ochrana hatte Akashi schon länger im Verdacht, einen Spionagering zu koordinieren, und so musste er Ende 1904 aus St. Petersburg fliehen, um seiner Verhaftung zu entgehen. Nach einem Zwischenhalt in Helsinki reiste er durch viele weitere Städte innerhalb und außerhalb Russlands, unter anderem Stockholm, Warschau, Genf, Lissabon, Paris, Rom, Kopenhagen, Zürich und sogar nach Irkutsk. Er traf sich dabei mit den Führern verschiedener sezessionistischer und anarchistischer Gruppen und unterstützte unter anderem die Unabhängigkeitsbewegungen im russischen Finnland und Polen sowie verschiedene islamistische Gruppierungen auf der Krim und im Generalgouvernement Turkestan. Während seiner Reisen traf Akashi dabei auch Lenin in seinem Schweizer Exil. In Japan wird ihm darüber hinaus nachgesagt, an der Koordinierung des Attentats auf den russischen Innenminister Wjatscheslaw Konstantinowitsch von Plehwe, den viele in Japan für den Krieg verantwortlich machten, der Demonstrationen am Petersburger Blutsonntag und der Meuterei auf der Knjas Potjomkin Tawritscheski beteiligt gewesen zu sein. Bekräftigt wird dies durch den Bericht General Yamagata Aritomos an den Tennō Meiji, dass der inzwischen zum Oberst beförderte Akashi „mehr als zehn Divisionen in der Mandschurei“ wert sei.

## Korea und die Zeit zwischen 1905 und 1918
Kurz vor Ende des Krieges, 1905, wurde er nach Japan zurückgerufen. Nach der Scheidung von seiner ersten Ehefrau und einer erneuten Heirat wurde er, inzwischen zum Generalmajor befördert, 1907 nach Korea entsandt, wo er den Befehl über die dortige 14. Infanteriedivision übernahm. Dort baute er gemeinsam mit dem General und späteren Premierminister Terauchi Masatake die Militärpolizeieinheiten auf und übernahm das Kommando über sie. Der Historiker Lee Chong-sik vermutet, dass der Auslandserfahrene Akashi die treibende Kraft hinter der von Terauchi durchgesetzten repressiven Kolonialpolitik war, da letzterer in kolonialen Fragen unerfahren war.
Zu seinen Aufgaben als Militärbefehlshaber gehörte die Niederschlagung des fortwährenden Widerstands der koreanischen Bevölkerung gegen die Annexion durch Japan. Während viele Offizielle in den Widerständlern nichts weiter als bewaffnete Banditen sahen und ihre Gefährlichkeit entsprechend gering einschätzten, stellte Akashi in einem Bericht vom Dezember 1908 fest „unter den Rebellen sind konfuzianische Gelehrte, ehemalige Soldaten, Vagabunden, Verzweifelte, Banditen, Piraten und andere. All diese haben sich vermischt und [ihre Zusammensetzung] ist sehr kompliziert wie die Geständnisse Gefangener zeigen.“ Für seine Verdienste beim Aufbau der Militärpolizei wurde er 1913 mit der Beförderung zum Generalleutnant belohnt.
Obwohl er besonders in dieser Zeit häufiger die Unterstützung der Geheimgesellschaft Kokuryūkai erhielt und ihr politisch nahestand, war er nie ein offizielles Mitglied beziehungsweise wurde sein Name nie in den Mitgliedslisten geführt.
Von April 1914 bis zum Oktober 1915 war er Stellvertretender Chef des Heeresgeneralstabs. In diese Zeit fielen der Ausbruch des Ersten Weltkriegs und die Einundzwanzig Forderungen Japans gegenüber der Republik China, mit denen Japan seinen Einfluss auf dem asiatischen Festland auszubauen versuchte. Innerhalb der japanischen Militärführungen herrschten verschiedene Meinungen vor, wie weit Japans Einfluss in China gehen sollte. Gemäßigtere wie Yamagata Aritomo befürwortete eine enge Bindung auf administrativer Ebene, bei der die chinesische Regierung sich als Juniorpartner von Japan beraten lassen sollte. Akashi vertrat eine radikalere Sichtweise und befürwortete eine Annexion der südlichen Mandschurei und des Ostens der Inneren Mongolei. Um China zu einer möglichst umfassenden Annahme der Forderungen zu bewegen und die japanische Machtbasis in China zu verstärken, schlug er Terauchi am 3. Februar 1916 einen zweistufigen Plan vor, die japanische Truppenzahl in China zu erhöhen und gegen die Hauptstadt Peking vorzugehen. Terauchi befürwortete die Planungen und am 22. Februar leitete der Chef des Heeresgeneralstabs Hasegawa Yoshimichi ihn als „Plan für Operationen gegen China“ an die Führung der japanischen Truppen in Korea weiter.

## Generalgouverneur von Taiwan
1918 wurde Akashi zum General befördert und von Premierminister Terauchi zum Generalgouverneur von Taiwan ernannt. Zusätzlich wurde er zum danshaku (Baron) ernannt. Während seiner kurzen Amtszeit startete Akashi viele Projekte zur Verbesserung der Infrastruktur und Industrie auf Taiwan. Besonders in Erinnerung ist er für seine Bemühungen um die Elektrifizierung, die Gründung der Taiwan Denryoku (chin. Taiwan Dianli; engl. Taiwan Power Company) und den Bau eines Wasserkraftwerks am Sonne-Mond-See. Der Stausee, der ursprünglich ein Sumpf war, entstand erst durch den Bau eines Damms und die Zuleitung von Wasser aus nahen Flüssen in Bewässerungsgräben aus Beton, welche Akashi bauen ließ. Sein größter Dienst an Taiwan, von dem das Land heute noch profitiert, war jedoch der Bau des Ka-Nan-Bewässerungssystems (嘉南大圳, chin. Jianan Dazun, jap. Kanan Taishū; engl. Chianan Canal), deren Kanäle eine Gesamtlänge von etwa 26.000 km haben. Die Kosten überstiegen das jährliche Gesamtbudget der Kolonialverwaltung Taiwans, sodass sie zum großen Teil direkt vom japanischen Haushalt gedeckt werden mussten. Aufgrund der enormen Summe von 26 Millionen Yen, in heutigem Wert etwa zwei Milliarden US-Dollar, musste jedoch erst ein Gesetz beschlossen werden, welches dann Ausgaben dieser Höhe erlaubte.
Akashi trieb darüber hinaus die Assimilation der Bevölkerung in den japanischen Volkskörper voran. Ziel dieser stärker als früher umgesetzten Assimilierungspolitik war es, Unruhen vorzubeugen und den Einfluss Japans auf alle Regionen der Insel zu stärken. Die dauerhafte Kontrolle Taiwans, die er dadurch zu erreichen versuchte, war ein Kernanliegen Akashis, der die Insel als essentiell für die weitere imperiale Ausdehnung des japanischen Kaiserreichs ansah. Bei einer Ansprache gegenüber ihm unterstellten Kolonialbeamten bezeichnete er die Insel als „die essentielle Türangel am südlichen Tor des Kaiserreichs.“ Die volle Assimilierung betraf aber nicht alle Schichten der Bevölkerung. Lediglich die Eliten sollten zu vollwertigen Japanern werden, während die restliche Bevölkerung durch die Verbesserung ihrer Lebensverhältnisse an Japan gebunden werden sollte. So hielt ein 1919 von Akashi verabschiedetes Schulgesetz die Trennung von ethnischen Japanern und Taiwanesen aufrecht, es verbesserte aber die Bildungsmöglichkeiten und Chancen erheblich.

## Tod und Beisetzung

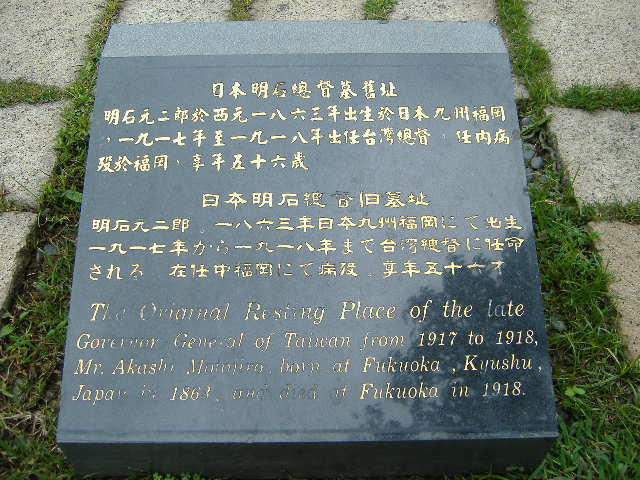
Der Originalgrabstein General Akashis in Taiwan

Nach etwas mehr als einem Jahr im Amt wurde Akashi während eines Besuchs in Fukuoka krank und starb bald darauf. Er war damit der einzige Generalgouverneur Taiwans, der im Amt starb. Sein letzter Wille war es, in Taiwan beigesetzt zu werden, um als „Schutzgeist für die Menschen Taiwans“ zu dienen. Er wurde auf einem Friedhof in Taihoku (jap. Lesung von Taipeh) beigesetzt und ist damit auch der einzige Generalgouverneur Taiwans, der auf der Insel selbst begraben liegt. Viele Taiwaner spendeten Geld, sodass ein Betrag zur Verfügung stand, der fast drei Millionen US-Dollar in heutiger Währung entspricht, um Akashi ein Denkmal zu bauen und seine Familie zu unterstützen, da er dieser nichts hinterlassen hatte. 1999 wurde er exhumiert und auf einen christlichen Friedhof in den Fuyin-Bergen umgebettet. Auch heute noch ranken sich viele Verschwörungstheorien um den Tod Akashis.
Die heldenhaften Taten (sowohl vollbrachte als auch erfundene) von „Oberst Akashi“ waren seitdem Thema vieler japanischer Romane, Mangas, Filme und Dokumentationen, in denen er häufig als „japanischer James Bond“ bezeichnet wird.
Heutige Studien zur Militärpolitik Japans sehen in Akashi, gemeinsam mit Tanaka Giichi einen Wandel in der Art, in der das Militär seine Wünsche und Forderungen vertrat. Sie lösten sich von der relativ ausgeglichenen Politik Terauchis und Yamagatas und traten deutlich aggressiver auf.